# WDLC
Koordinaten: 41° 21′ 49″ N, 74° 40′ 41″ W
WDLC oder WDLC-AM (Branding: „Fox Oldies“; Slogan: „The Tri-State Oldies Station“) ist ein US-amerikanischer Oldies-Hörfunksender aus Port Jervis im US-Bundesstaat New York. WDLC sendet auf der Mittelwellen-Frequenz 1490 kHz. Eigentümer und Betreiber ist die Neversink Broadcasting Company, LLC.

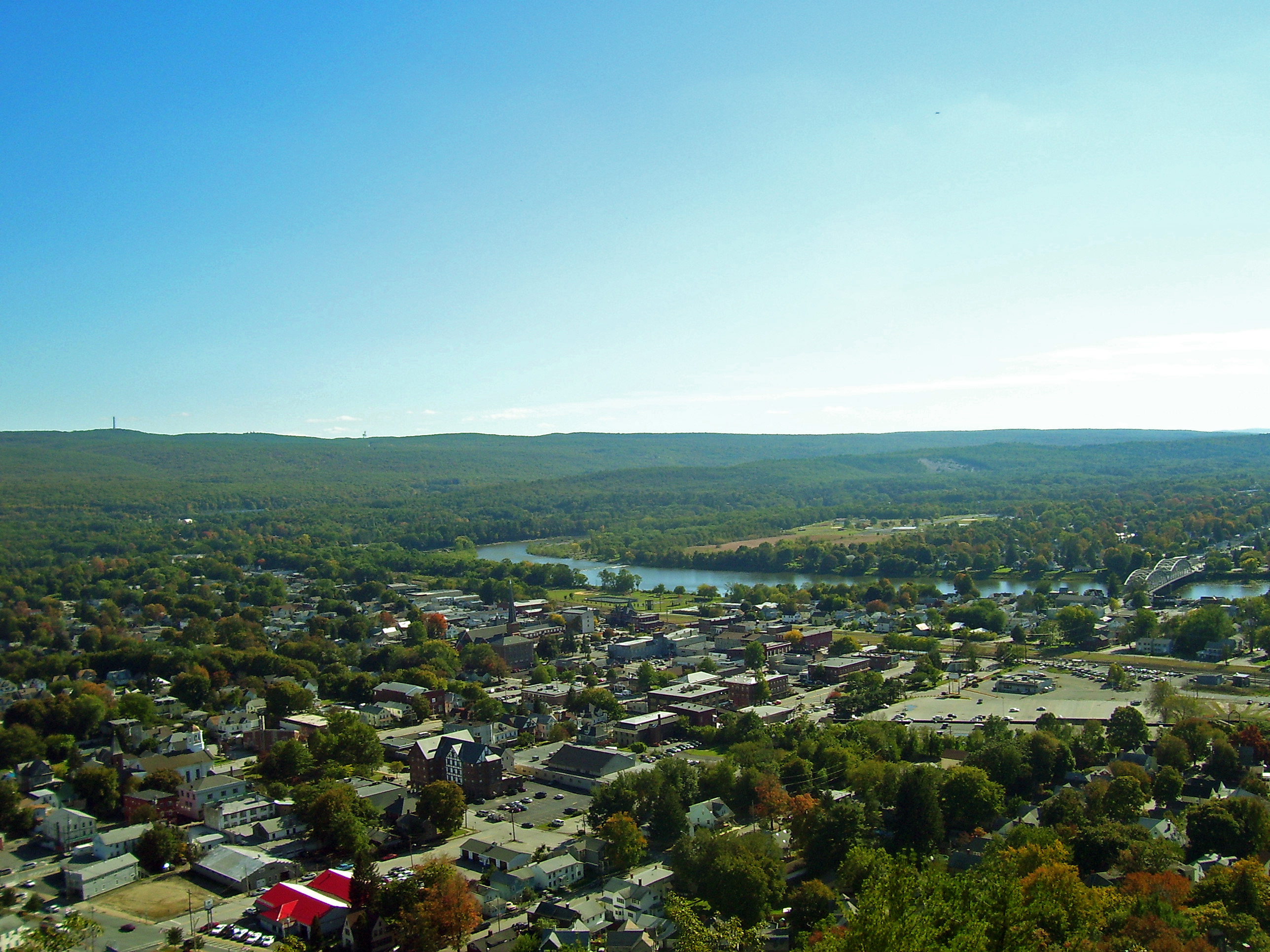
Port Jervis